# Учебное парусное судно
Уче́бное па́русное су́дно — категория парусников различных классов, используемых для прохождения практики курсантами мореходных училищ, участия в парусных регатах, в туристических и научно-исследовательских целях. Во время участия в спортивных парусных гонках и выполнения коммерческих круизных рейсов — относится к категории «крейсерское судно».

## Некоторые учебные парусные суда
- Аргентина: «Либертад», «Президент Сармьенто»
- Болгария: «Калиакра», «Искра-II»
- Бразилия: «Cisne Branco»
- Великобритания: «Аретлис», «Сэр Уинстон Черчилль», «Малькольм Миллер», «Роялист»
- Венесуэла: «Simón Bolívar»
- Германия: «Ниоба», «Вильгельм Пик», «Великая герцогиня Элизабет» «Шульшифф Дойчланд», «Поммерн», «Горх Фок-II»
- Гонконг: «Джи Фанг»
- Греция: «Арес», «Эвгениос Эвгенидис (судно)»
- Дания: «Данмарк», «Георг Стаге-I», «Георг Стаге-II», «Лилля Дан»
- Индонезия: «Деврутжи» «Бима Сучи»
- Испания: «Хуан Себастьян де Элькано»
- Италия: «Америго Веспуччи»
- Колумбия: «Gloria»
- Мексика: «Куатемок»
- Норвегия: «Статсраад Лемкуль», «Сёрланн», «Кристиан Радиш»
- Оман: «Шабаб Оман»
- Перу: «Unión»
- Польша: «Искра-I», «Завиша Чарны», «Дар Поможа» «Дар Млодзежи», «Искра-II», «Погория»
- Португалия: «Сагреш»
- Румыния: «Мирча»
- США: «Игл»
- СССР/Россия: «Товарищ-I», «Товарищ-II (после распада СССР передан Украине, а затем продан Германии)», «Крузенштерн», «Седов», «Дружба» (после распада СССР передан Украине),  «Мир», «Херсонес»,  «Паллада», «Надежда»
- Уругвай: «Capitán Miranda»
- Франция: «Бель пуль», «Этуаль»
- Чили: «Эсмеральда»
- Швеция: «Гладан», «Фолькен»
- Эквадор: «Guayas»
- Югославия: «Ядран»
- Япония: «Ниппон мару», «Кайво мару», «Ниппон мару-II», «Синара»